# Stazione di Sanzano-Occhino
La stazione di Sanzano-Occhino è una fermata ferroviaria ubicata lungo la linea Avellino-Rocchetta Sant'Antonio. Serviva la contrada Sanzano ed altre località limitrofe, nel comune di Conza della Campania.

## Storia
La fermata originale venne attivata nel 1957 ed era a carattere locale.
Nel 1982 la vecchia fermata fu sostituita da una nuova, omonima fermata impresenziata, nell'ambito della costruzione di un nuovo tracciato per la parte di linea vicina al lago di Conza, ove la costruzione di una diga avrebbe portato a breve il vecchio percorso sotto il livello dell'acqua. Nel 1997 venne soppressa anche la nuova fermata. L'esercizio ferroviario sulla linea è stato sospeso il 12 dicembre 2010 e riattivato a partire dal 2016 per treni turistici.

## Strutture e impianti
La fermata era dotata di un binario passante dotato di marciapiede per il servizio passeggeri.
È tuttora visibile la struttura prefabbricata della fermata.